# Noord-Europese Laagvlakte
De Noord-Europese Laagvlakte is een geomorfologisch gebied in Europa. 

## Ligging
Het gebied bestaat uit de lage vlaktes tussen de in Midden-Europa gelegen berggebieden in het zuiden, en de Noordzee en Oostzee in het noorden. De vlakte strekt zich ruwweg uit van Vlaanderen in het westen tot aan Wit-Rusland in het oosten. Ook Jutland wordt tot de vlakte gerekend. In het westen loopt de vlakte over in het Frans Laagland en het oosten in het Russisch Laagland, samen vormen deze gebieden de Europese Vlakte. Het Duitse deel wordt de Noord-Duitse Laagvlakte genoemd en het Poolse deel het Pools Laagland.

## Geografie
De maximale hoogte bedraagt ongeveer 300 meter. Het gebied bestaat voor een deel uit landbouwgebied en is op veel plaatsen sterk verstedelijkt. Daarnaast kent het gebied veengebieden, heidevelden, bosgebieden en meren. Aan de Noordzeekust kan men moerassen vinden en de Waddenzee; een groot getijdengebied.
De belangrijkste rivieren zijn, van west naar oost; de Schelde, Maas, Rijn, Eems, Wezer, Elbe, Oder en de Wisła.

## Politieke en bestuurlijke indeling
Politiek en bestuurlijk gezien hoort de Noord-Europese Laagvlakte, van west naar oost tot de volgende landen; België, Nederland, Duitsland, Denemarken en Polen.

## Geschiedenis
Historisch gezien, vooral in de middeleeuwen en de vroegmoderne tijd, was het westelijke deel bekend als de Lage Landen. De oostelijke begrenzing werd gevormd door de grens tussen Pruisen/het Duitse Keizerrijk en tsaristisch Rusland.